# Providence (Rhode Island)
Pour les articles homonymes, voir Providence.
Providence est la capitale et la ville la plus peuplée de l’État du Rhode Island, aux États-Unis. De 1703 à 1842, elle fut le siège du comté de Providence. C’est aussi l’une des premières cités anglophones fondées dans le pays.
Avec 178 042 habitants (2010), elle est également la plus grande ville de Nouvelle-Angleterre après Boston. Son nom lui fut donné par le colon et prédicateur Roger Williams, qui fonda la ville au XVIIe siècle.

## Histoire
La baie où devait se dresser la ville de Providence fut colonisée en juin 1636 par des puritains exilés menés par Roger Williams. Cette petite ville devint par la suite l'une des Treize colonies originelles des États-Unis. Le théologien Williams obtint bientôt un accord avec la nation autochtone des Narragansetts pour occuper le territoire et donna à la ville son nom actuel. Williams fit de Providence un refuge pour les puritains persécutés, lui-même ayant été expulsé de la colonie de la baie du Massachusetts. Le développement de Providence fut d'abord lent et pénible, à cause des contestations territoriales, de la faible fertilité des terres et des différences culturelles.

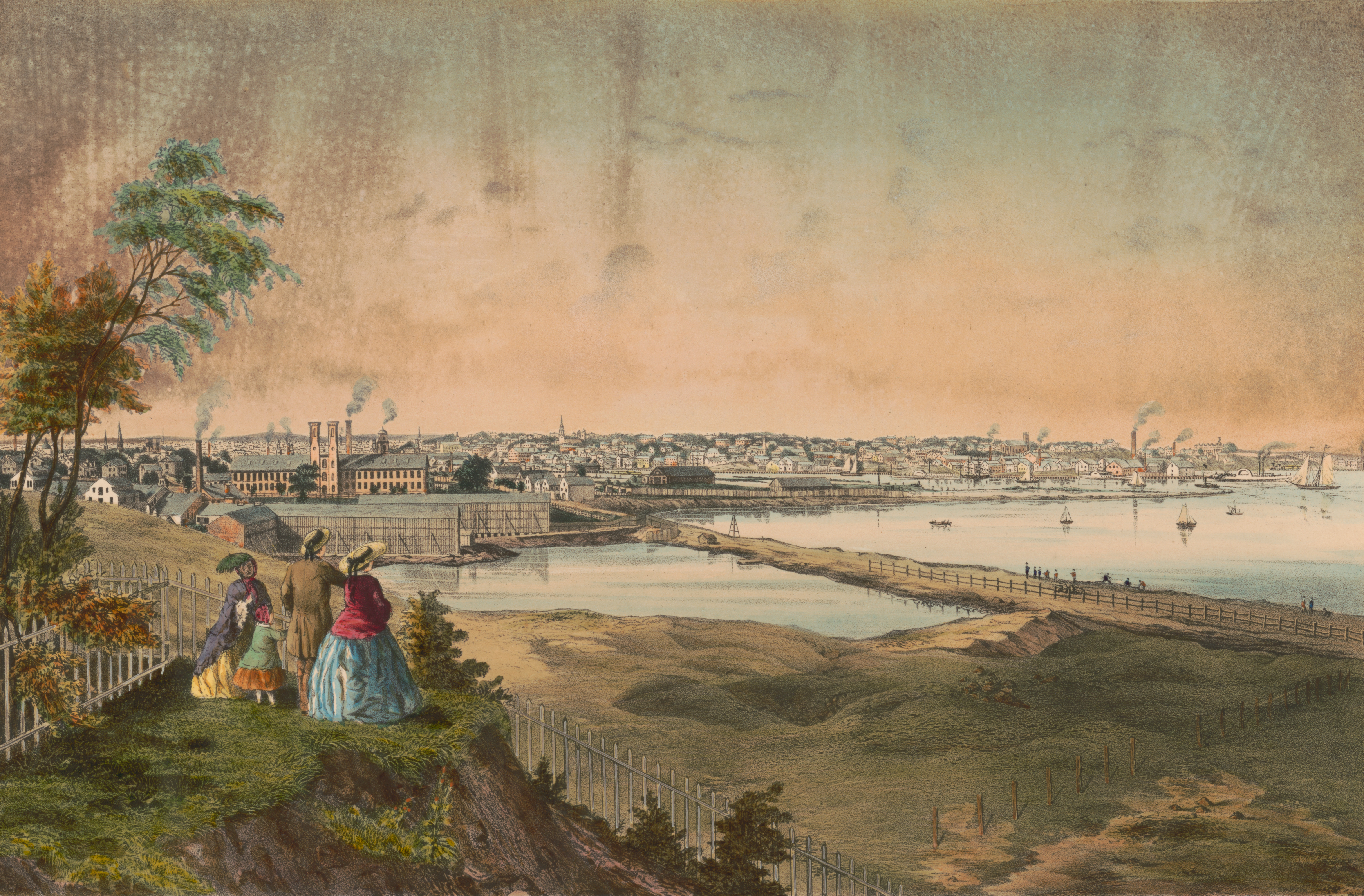
Providence au milieu du XIXe siècle.

Les descendants des premiers colons s’engagèrent dans la traite des Noirs, ce qui donna une rente pour l’expansion de la jeune ville. Mais au début des années 1770, le gouvernement britannique décréta la levée de nouveaux impôts qui menaçaient l'activité des arsenaux, des pêcheries et des exploitations agricoles de la région : ainsi le Sugar Act, une loi qui imposait des quotas sur le rhum et l'importation d'esclaves aux distilleries de Providence. Ces impôts poussèrent la ville à se joindre aux autres colonies pour proclamer la déchéance de la Couronne britannique. Ce sont d'ailleurs des citoyens de Providence qui, au cours de l'affaire du Gaspée (1772), firent couler le sang pour la première fois dans ce qui allait devenir la guerre d'indépendance.
Bien que la ville échappât à l'occupation ennemie au cours de la guerre qui suivit, la chute du port voisin de Newport provoqua le chômage des ateliers et tint la population en alerte tout au long du conflit. On leva des troupes pour les campagnes successives et les bâtiments de l'université Brown servirent d'abord de caserne puis d'hôpital militaire.
La guerre finie, la ville se reconvertit, abandonnant son activité dominante, la pêche, pour une industrie manufacturière axée principalement sur la fabrication de machines, d'outils, d'argenterie, la bijouterie et l'habillement. Vers 1800, Providence pouvait s'enorgueillir de l'industrie la plus importante d'Amérique du Nord, avec les constructions mécaniques Brown & Sharpe, les quincailleries Nicholson et les coutelleries Gorham Silverware ; par sa population, c'était la neuvième ville des Treize colonies. Les industries attiraient nombre d'immigrants d'Irlande, d'Allemagne, de Suède, d'Angleterre, d'Italie, du Portugal, du Cap-Vert et du Québec. Mais l'apparition de ghettos économiques et le brassage des cultures provoquèrent dans les années 1820 des émeutes, notamment à caractère racial entre blancs et noirs. Pour faire face à ce nouveau défi de la croissance, les citoyens se dotèrent d'une charte en 1831.
Les autorités restèrent très divisées au cours de la guerre de Sécession, beaucoup d'élus ayant des intérêts dans les exploitations de coton du Sud. Malgré ces déchirements, le nombre de volontaires pour les contingents des fédéraux dépassa régulièrement les quotas, et l'activité industrielle de Providence joua un rôle décisif dans la suprématie de l'Union. Providence bénéficia considérablement de la fin des hostilités, de nouvelles vagues d'immigrants et des annexions territoriales faisant bondir sa population de 54 595 habitants en 1865, à 175 597 habitants vers 1900.
La faillite de diverses usines, notamment les filatures, au milieu des années 1920, annonça le déclin de l'industrie de la Nouvelle-Angleterre. Puis la crise de 1929 affecta durement la population, et enfin le centre-ville de Providence fut détruit par les inondations de l'ouragan de Nouvelle-Angleterre. Le déclin se poursuivit avec l'expansion économique à l'ouest et au sud des États-Unis, la construction du réseau autoroutier et le développement de la banlieue. De 1950 à 1980, Providence avait la réputation d'un haut-lieu du crime organisé. Le parrain de la mafia Raymond L.S. Patriarca y contrôlait un puissant cartel.
La ville reprend des couleurs à partir des années 1970 : de 1975 à 1982, un fonds de développement national débloqua 606 millions de dollars américains pour réhabiliter les quartiers, et le nombre d’habitants pour la première fois cessa de baisser. Dans les années 1990, le maire Vincent Cianci, Jr mit en valeur le passé culturel de sa ville et milita pour obtenir de nouveaux investissements : il put ainsi mener à bien la restauration des rivières historiques de la ville, qu'on avait détournées par des canalisations enterrées au XIXe siècle ; le dévoiement d'une grande partie des lignes de métro ; la création du jardin public de Waterplace Park, de chemins de promenade le long des rivières, d’une patinoire géante et d'un hypermarché de 145 000 m2, le Providence Place Mall. 
Malgré ces investissements, la précarité demeure un problème lancinant, comme c'est d'ailleurs le cas pour presque tous les anciens bastions industriels de Nouvelle-Angleterre : près de 30 % des habitants vivent sous le seuil de pauvreté. La hausse de l'immobilier exacerbe encore les tensions pour les foyers à revenus intermédiaires, car Providence a enregistré entre 2004 et 2005 la plus forte hausse des États-Unis pour les maisons individuelles.
Depuis 1927, la Bank of America Tower est le plus haut bâtiment de la ville avec ses 130 mètres.

## Démographie
| Groupe            | Providence | Rhode Island | États-Unis |
| ----------------- | ---------- | ------------ | ---------- |
| Blancs            | 49,8       | 81,4         | 72,4       |
| Autres            | 19,8       | 6,1          | 6,2        |
| Noirs             | 16,0       | 5,7          | 12,6       |
| Métis             | 6,5        | 3,3          | 2,9        |
| Asiatiques        | 6,4        | 2,9          | 4,8        |
| Amérindiens       | 1,4        | 0,6          | 0,9        |
| Océaniens         | 0,1        | 0,1          | 0,2        |
| Total             | 100,0      | 100,0        | 100,0      |
|                   |            |              |            |
| Latino-Américains | 38,1       | 12,4         | 16,3       |

Selon l’American Community Survey, pour la période 2011-2015, 51,90 % de la population âgée de plus de 5 ans déclare parler anglais à la maison, alors que 35,81 % déclare parler l'espagnol, 1,60 % le portugais, 1,53 % le khmer, 1,39 % une langue chinoise, 1,28 % un créole français, 1,02 % une langue africaine, 0,82 % le français, 0,54 % l'italien, 0,52 % le lao et 3,58 % une autre langue.
| Indicateur                             | Providence | États-Unis |
| -------------------------------------- | ---------- | ---------- |
| Personnes de moins de 5 ans            | 6,3 %      | 6,1 %      |
| Personnes de moins de 18 ans           | 22,7 %     | 22,6 %     |
| Personnes de plus de 65 ans            | 9,1 %      | 15,6 %     |
| Femmes                                 | 51,6 %     | 50,8 %     |
| Personnes par foyer                    | 2,69       | 2,64       |
| Vétérans                               | 2,4 %      | 8,0 %      |
| Personnes nées étrangères à l'étranger | 29,9 %     | 13,2 %     |
| Personnes sans assurance maladie       | 15,3 %     | 10,2 %     |
| Personnes avec un handicap             | 10,0 %     | 8,6 %      |
| Revenus annuels                        | 22 452 $   | 29 829 $   |
| Personnes sous le seuil de pauvreté    | 28,2 %     | 12,3 %     |
| Diplômés du lycée                      | 76,2 %     | 87,0 %     |
| Diplômés de l'université               | 29,4 %     | 30,3 %     |

## Politique et administration
La ville est administrée par un maire et un conseil de quinze membres, élus pour un mandat de quatre ans. Depuis le 2 janvier 2023, le maire est Brett Smiley, du Parti démocrate.

## Culture
L’écrivain H. P. Lovecraft est natif de Providence, il y a vécu presque toute sa vie et y est mort, gagnant le surnom de Reclus de Providence. Plusieurs de ses histoires d'horreur sont basées sur la ville, les décors et paysages de Providence ou Rhode Island.
Natifs de Cumberland, les frères Farrelly font dérouler toute l'action de leurs films à Providence, située dans le même Comté.

### Universités

L’écusson de l’université Brown.

L’université Brown (on dit simplement « Brown ») est une université privée américaine, fondée en 1764 qui se situe près du centre-ville. En 2005, 7 595 étudiants fréquentaient cette prestigieuse université membre de l'Ivy League.
Le Providence College est l'autre université de Providence. Fondée en 1917, cette institution privée catholique accueillait 3 770 étudiants en 2005.
L'université du Rhode Island, dont le campus principal se trouve à Kingston, possède également un campus annexe à Providence. À l'inverse, le principal des six campus de la Johnson & Wales University est situé à Providence.
Parmi les grandes écoles présentes à Providence, citons également l'École de design de Rhode Island fondée en 1877, l'une des plus réputées au monde dans le domaine artistique.

### Médias
Providence est couverte par un journal quotidien local, The Providence Journal, qui est disponible dans tout l'État de Rhode Island et dans le Sud du Massachusetts. Le magazine d'arts et de divertissements Providence Phoenix couvre également Providence et sa région. Citons également The Providence Agenda, journal local communautaire, qui joue un rôle dans le domaine artistique local notamment.
Providence est le centre des médias radio et télévision de l'État de Rhode Island. On trouve ainsi dans la ville des stations relayant les grands réseaux nationaux comme WLNE-TV (ABC), WJAR (NBC), WPRI-TV (CBS) et WNAC-TV (FOX). Parmi les autres chaînes locales couvrant Providence et sa région, citons WLWC, WRIW-LP et WPXQ. WSBE-TV est le relais local de PBS.

### Évènements
- First Night Providence (31 décembre au 1er janvier) - fête de la Nouvelle Année.

- Convergence (septembre) - fête des arts.

- MLG Providence (novembre) - événement de jeux vidéo destiné aux joueurs professionnels en compétition.

### Patrimoine architectural
- Cathédrale Saints-Pierre-et-Paul (catholique), fin XIXe siècle, de style néo-roman, inscrite au Registre national des lieux historiques.
- Église du Saint-Esprit (catholique), construite dans la « Little Italy » de Providence en 1909
- Église Saint-Joseph, église catholique la plus ancienne de la ville (milieu XIXe siècle)
- Église Saint-Michel (catholique), inscrite au Registre national des lieux historiques
- Église Notre-Dame-de-Lourdes (catholique), inscrite au Registre national des lieux historiques
- Église Sainte-Marie-sur-Broadway (catholique), de style néo-gothique
- Église du Saint-Nom (catholique), bâtie sur le modèle d'une basilique romaine.

## Sport

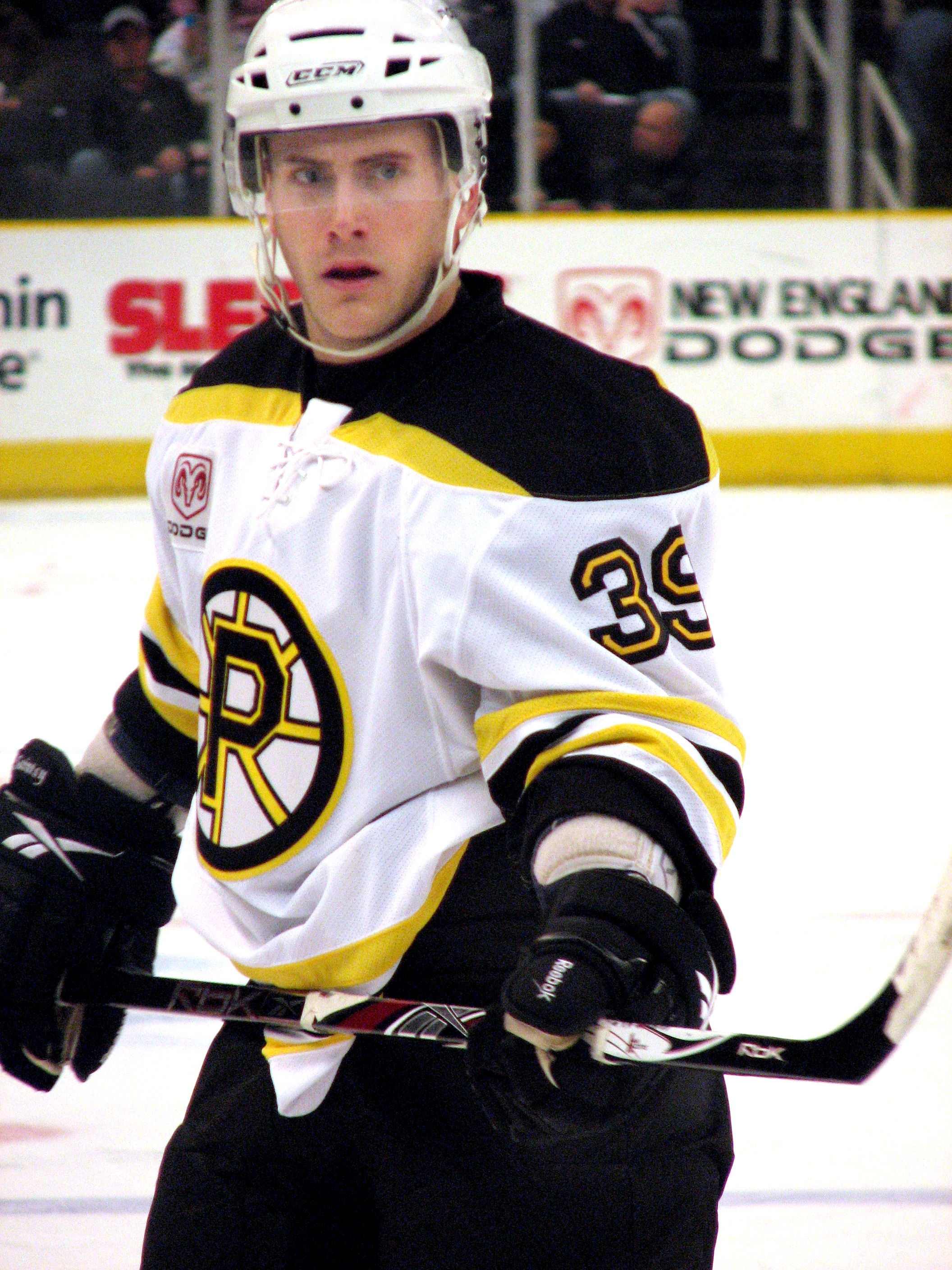
Martin St.Pierre des Bruins de Providence.

Providence hébergea une franchise de la NFL (football américain) de 1925 à 1931, le Steam Roller de Providence à ne pas confondre avec les Steamrollers de Providence, franchise BAA (future NBA, basket-ball), qui fut en activité de 1946 à 1949.
En hockey sur glace, les Reds de Providence représentèrent la ville en Canadian-American Hockey League (Can-Am) de 1926 à 1936 puis en Ligue américaine de hockey (LAH) de 1936 à 1976. Les Reds remportèrent la Coupe Calder en 1938, 1940, 1949 et 1956. Devenus les Rhode Island Reds en 1977, l'équipe déménage à Binghamton. Depuis 1992, les Bruins de Providence évoluent en Ligue américaine de hockey après le déménagement des Mariners du Maine à Providence.
En baseball, Providence posséda une franchise professionnelle entre 1878 et 1885 : les Grays de Providence. Les Grays ont gagné deux fanions de champion de la National League en 1879 et 1884. Les Grays deviennent ensuite une franchise de ligue mineure évoluant en Eastern League de 1891 à 1929. Babe Ruth joua avec les Grays en 1914.
Providence abrita également une franchise de football (soccer) membre de l'American Soccer League de 1924 à 1930 : les Providence Gold Bugs. Les Bugs gagnent une Coupe des États-Unis en 1929 puis déménagent à Fall River en 1930.
Au niveau universitaire, les Bears de Brown défendent les couleurs l'université Brown au sein de l'Ivy League tandis que les Friars de Providence représentent le Providence College en Big East Conference. Les deux équipes universitaires se retrouvent face à face en hockey sur glace dans la Hockey East.
C'est à Providence que Rocky Marciano gagna 29 de ses 49 combats.

## Transports
La ville est desservie par l'aéroport T. F. Green de Providence situé sur la commune de Warwick.
La gare de Providence est desservie par des liaisons Amtrak, notamment l'Acela et le Northeast Regional, et par le réseau de banlieue de Boston (MBTA) avec la ligne principale Boston-Providence.

## Séries télévisées
Les séries Providence (ABC, 1999-2002), Brotherhood (Showtime, 2006-2008) se déroulent à Providence.
Dans la série Newport Beach, Summer Roberts est étudiante à l'université Brown de Providence.

## Cinéma
- Le film Mary à tout prix (There's Something About Mary), des frères Peter et Bobby Farrelly avec Cameron Diaz, sorti en 1998, y fut tourné en partie. Dumb and Dumber des mêmes réalisateurs s'y déroule également.

## Jumelages
- Phnom Penh (Cambodge)
- Florence (Italie)
- Riga (Lettonie)
- Saint-Domingue (République dominicaine)

## Galerie photographique

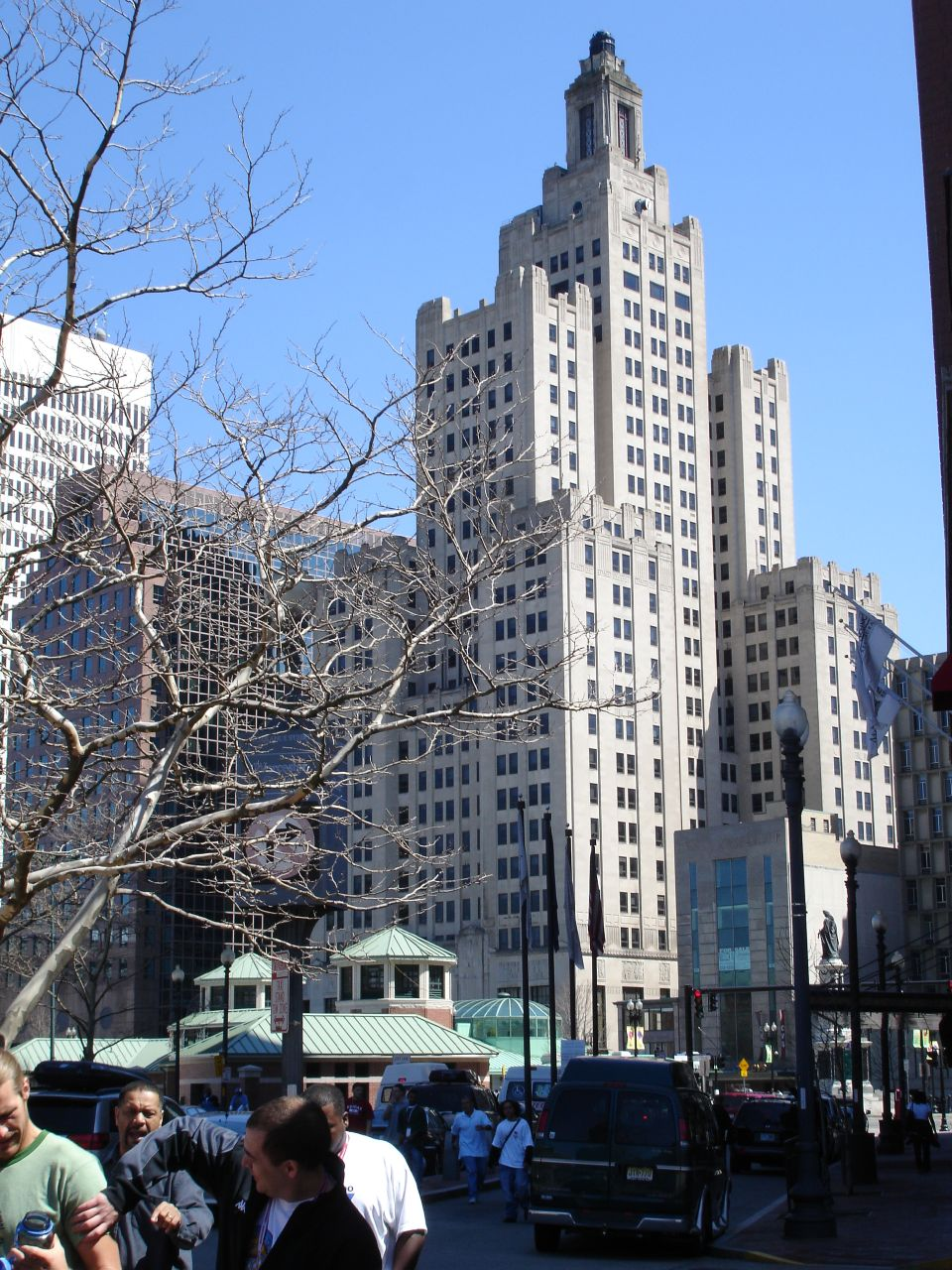
Bank of America Tower.
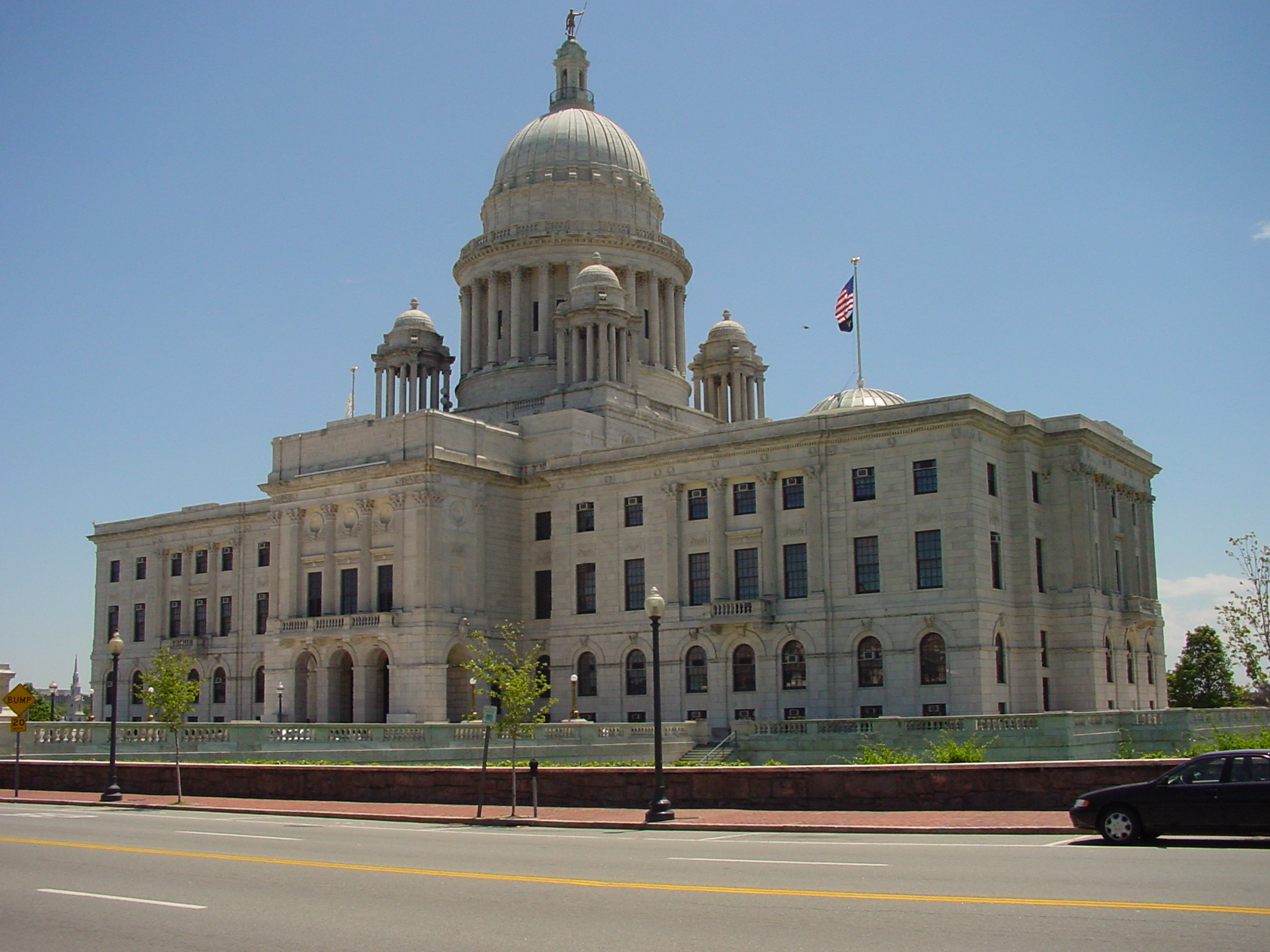
Le Capitole.
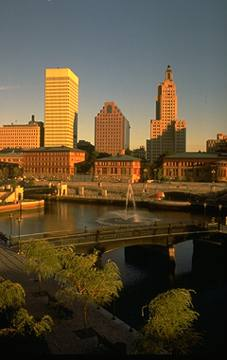
Vue des gratte-ciel.
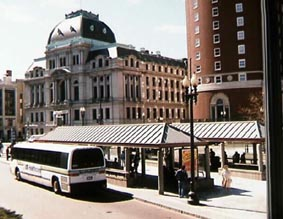
L’hôtel de ville.
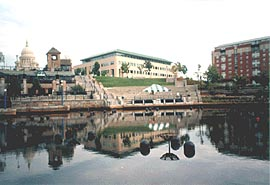
Le jardin public de Waterplace au bord de la Providence River.